# Roman Čechmánek
Roman Čechmánek (* 2. März 1971 in Gottwaldov, Tschechoslowakei; † 11. November 2023 in Všemina) war ein tschechischer Eishockeytorwart und -trainer. Den Großteil seiner Karriere verbrachte er in seiner Heimat und gewann dort in den 1990er Jahren einen tschechoslowakischen sowie fünf tschechische Meistertitel. Anfang der 2000er Jahre lief er vier Jahre in der National Hockey League (NHL) für die Philadelphia Flyers und Los Angeles Kings auf, wo er 2003 mit der William M. Jennings Trophy als Torhüter mit den wenigsten Gegentoren geehrt wurde. Anschließend kehrte er nach Europa zurück und ließ seine aktive Laufbahn hier ausklingen. Seine größten Erfolge allerdings feierte Čechmánek im Trikot der tschechischen Nationalmannschaft, mit der er im Jahr 1998 Olympiasieger in Nagano wurde und zudem drei Weltmeistertitel gewann.

## Karriere

### National
Roman Čechmánek begann seine Karriere bei einem Verein aus seiner Geburtsstadt, dem TJ Gottwaldov, wo er in der Saison 1989/90 erstmals Einsätze in der höchsten Spielklasse der Tschechoslowakei, der 1. Liga, erhielt. Die Spielzeit 1990/91 verbrachte er bei ASD Dukla Jihlava und TŽ Třinec – am Saisonende wurde er mit Jihlava als Ersatztorhüter Tschechoslowakischer Meister. In den folgenden zwei Spieljahren ging er für seinen Heimatverein TJ Gottwaldov, TJ DS Olomouc und den HC Baník Hodonín aufs Eis.
Regelmäßig eingesetzt wurde er nach seinem Wechsel zum HC Vsetín zur Spielzeit 1993/94, mit dem er 1994 den Aufstieg aus der zweiten Spielklasse, der 1. Liga, in die Extraliga erreichte. Ein Jahr später gewann er mit dem Verein erstmals die tschechische Meisterschaft und wurde zum besten Torhüter der Liga gewählt. In den darauf folgenden vier Spielzeiten folgten vier weitere Meisterschaften mit Vsetín.
2000 verließ er nach acht Jahren den Verein und wechselte nach Nordamerika zu den Philadelphia Flyers, die ihn kurz zuvor an insgesamt 171. Stelle beim NHL Entry Draft 2000 gezogen hatten. Dort etablierte sich Čechmánek schnell als Stammtorhüter, erreichte mit dem Verein in den ersten beiden Spielzeiten die Play-offs und wurde 2001 zum All-Star-Game eingeladen. In der Saison 2002/03 gewann er die William M. Jennings Trophy als Torwart des Teams mit den wenigsten Gegentreffern. Nach dieser Spielzeit wechselte er zu den Los Angeles Kings, wo er noch ein Jahr in der NHL spielte. Zur Spielzeit 2004/05, der Saison des NHL-Lockouts, kehrte er für ein Jahr nach Tschechien zum HC Vsetín zurück.
Als nach dem Ende der Aussperrung keine Angebote für ein Engagement in der NHL vorlagen, blieb Čechmánek in Europa, wechselte jedoch kurz nach Saisonbeginn vom tschechischen Extraligisten HC Energie Karlovy Vary in die Deutsche Eishockey Liga zu den Hamburg Freezers, die aufgrund von Verletzungen auf der Suche nach einem Torhüter waren. Nachdem er mit den Freezers im Viertelfinale der Play-offs ausgeschieden war, wechselte er in die schwedische Elitserien zum Linköping HC. Zum Ende der Saison wechselte er zum tschechischen Erstligisten HC Oceláři Třinec, mit dem er sich für die Playoffs qualifizierte. In den folgenden zwei Spieljahren stand er für weiter für Třinec in der Extraliga auf dem Eis. Im August 2009 gab er das Ende seiner Karriere bekannt.
In der Saison 2012/13 arbeitete Čechmánek als Assistenztrainer beim tschechischen Drittligisten SHK Hodonin, ehe er in der darauffolgenden Spielzeit die Nachwuchsmannschaft des VHK Vsetín als Co-Trainer betreute. Ab der Saison 2014/15 arbeitete er als Torwarttrainer der ersten Mannschaft.

### International
Sein Debüt für eine Auswahl des tschechischen Eishockeyverbandes feierte Čechmánek bei der Junioren-Weltmeisterschaft 1991, wo er mit dem Team der ehemaligen Tschechoslowakei die Bronzemedaille gewann. Für die A-Nationalmannschaft spielte er erstmals bei der Weltmeisterschaft 1995. Weitere Einsätze bei Weltmeisterschaften erhielt er 1996, 1997, 1998, 1999, 2000, 2004 sowie 2007. Dabei gewann er mit der Mannschaft dreimal den Titel und zweimal die Bronzemedaille. Außerdem spielte er für sein Land bei den Olympischen Spielen 1998 (Goldmedaille) und 2002 (7. Platz) sowie beim World Cup of Hockey 1996.

## Persönliches
Čechmánek wurde im Juni 2023 wegen Betrugs zu fünf Jahren auf Bewährung verurteilt.
Er starb am 11. November 2023 in seiner tschechischen Heimat. Übereinstimmenden Medienberichten zufolge wurde er von einem seiner Söhne tot in der Badewanne aufgefunden.
Čechmánek war geschieden und Vater von zwei Söhnen und einer Tochter.

## Erfolge und Auszeichnungen

### National
- Tschechoslowakischer Meister 1991
- Tschechischer Meister 1995, 1996, 1997, 1998 und 1999
- Torhüter des Jahres der Extraliga 1995, 1996, 1997, 1998, 1999
- Teilnahme am NHL All-Star Game: 2001
- NHL Second All-Star-Team 2001
- Nominierung für die Vezina Trophy 2001
- William M. Jennings Trophy 2003 (zusammen mit Robert Esche und Martin Brodeur)

### International
- 1989 Silbermedaille bei der Junioren-Europameisterschaft
- Olympiasieger 1998
- Weltmeister 1996, 1999 und 2000
- Bronzemedaille bei der Weltmeisterschaft 1997 und 1998

## Statistik

### National Hockey League
(Stand: Ende der Saison 2008/09)

### International
(Legende zur Torhüterstatistik: GP oder Sp = Spiele insgesamt; W oder S = Siege; L oder N = Niederlagen; T oder U oder OT = Unentschieden oder Overtime- bzw. Shootout-Niederlage; Min. = Minuten; SOG oder SaT = Schüsse aufs Tor; GA oder GT = Gegentore; SO = Shutouts; GAA oder GTS = Gegentorschnitt; Sv% oder SVS% = Fangquote; EN = Empty Net Goal; 1 Play-downs/Relegation; Kursiv: Statistik nicht vollständig)